# 休暇村志賀島温泉
休暇村志賀島温泉（きゅうかむらしかのしまおんせん）は、福岡県福岡市東区志賀島勝馬にある温泉。

## 泉質
- 塩化物強塩温泉（ナトリウム・カルシウム）

## 温泉街
福岡市東区志賀島勝馬に1軒の旅館が存在する。

## アクセス
- 鉄道：香椎線西戸崎駅より西鉄バス勝馬行きで約20分。
- 車：九州自動車道・古賀ICより約40分。